# Santalaceae
Famille
Classification APG III (2009)
La famille des Santalacées regroupe des plantes dicotylédones ; elle comprend 1100 espèces réparties en une quarantaine de genres.
Ce sont des arbres, des arbustes et des plantes herbacées, parfois à feuilles réduites, partiellement parasites des racines ou des parties aériennes de l'hôte. Elles vivent des régions tempérées à tropicales.
Dans cette famille, le santal (Santalum album) fournit du bois et une essence parfumée.
En Europe, elle est représentée surtout par le gui (Viscum album), et aussi 
par le genre Thesium, plantes herbacées grêles, semi-parasites, à feuilles linéaires alternes, et à petites fleurs blanches ou vert-jaunâtre.

## Étymologie
Le nom vient du genre type Santalum nom latin du « bois de santal, lequel aurait une origine possible dans le mot sanskrit candanam, « bois d'encens ».

## Classification
Dans la classification phylogénétique, les Viscacées sont maintenant intégrées à cette famille.

## Liste des genres

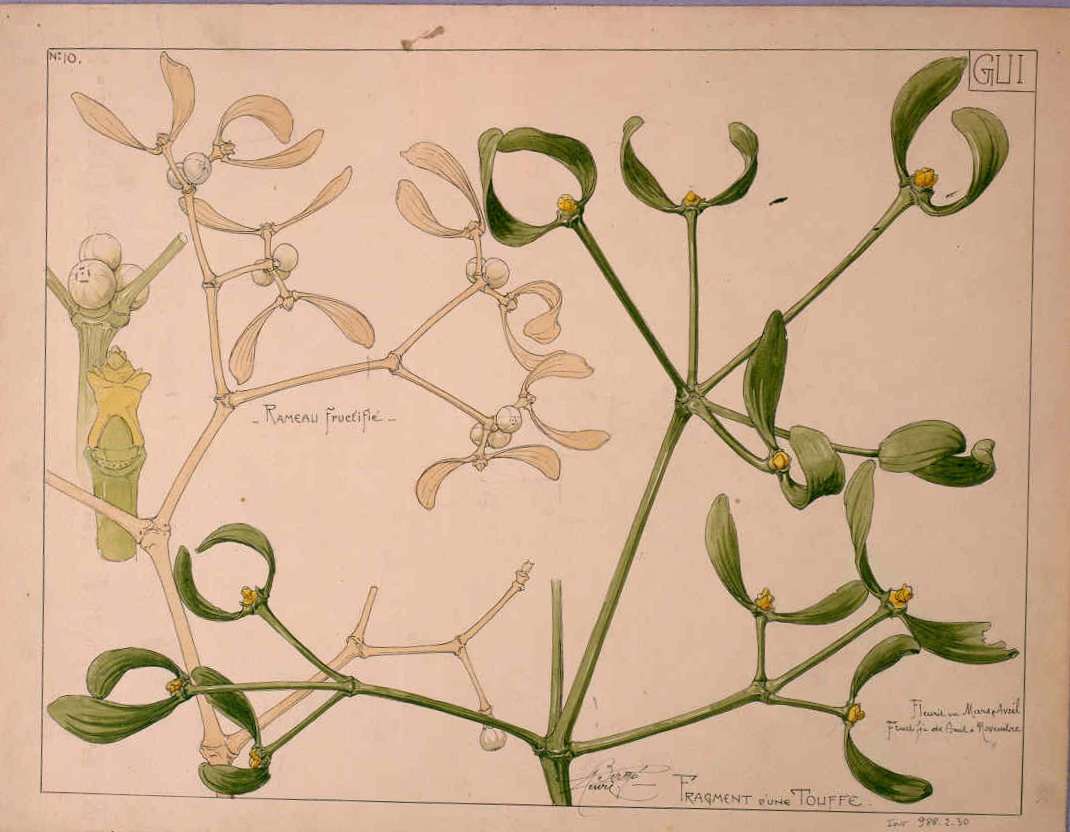
Gui (Viscum album), début du XXe siècle, Henri Bergé, musée de l'Ecole de Nancy.

Selon NCBI (29 avr. 2010) :
- Acanthosyris
- Amphorogyne
- Anthobolus
- Antidaphne
- Arceuthobium
- Arjona
- Austroamericium
- Buckleya
- Cervantesia
- Choretrum
- Colpoon
- Comandra
- Daenikera
- Dendromyza
- Dendrophthora
- Dendrotrophe
- Dufrenoya
- Eubrachion
- Exocarpos
- Geocaulon
- Ginalloa
- Jodina
- Korthalsella
- Kunkeliella
- Lepidoceras
- Leptomeria
- Mida
- Myoschilos
- Nanodea
- Nestronia
- Notothixos
- Omphacomeria
- Osyridicarpos
- Osyris
- Phacellaria
- Phoradendron
- Pilgerina
- Pyrularia
- Quinchamalium
- Rhoiacarpos
- Santalum
- Scleropyrum
- Spirogardnera
- Staufferia
- Thesidium
- Thesium
- Viscum

Selon Angiosperm Phylogeny Website (21 mai 2010) :
- Acanthosyris (Eichler) Griseb.
- Amphorogyne Stauffer & Hurl.
- Anthobolus R. Brown
- Arceuthobium M.Bieb.
- Arjona Cavanilles
- Buckleya Torr.
- Cervantesia Ruiz & Pavon
- Choretrum R. Brown
- Cladomyza Danser
- Colpoon Bergius
- Comandra Nutt.
- Daenikera Hurl. & Stauffer
- Dendromyza Danser
- Dendrophthora Eichler
- Dendrotrophe Miq.
- Dufrenoya Chatin
- Elaphanthera N.Halle
- Exocarpos Labill.
- Geocaulon Fernald
- Ginalloa Korth.
- Iodina Hooker & Arnott ex Meisn.
- Korthalsella Tiegh.
- Kunkeliella Stearn
- Leptomeria R. Brown
- Mida A.Cunn. ex Endl.
- Myoschilos Ruiz & Pavon
- Nanodea Banks ex C.F.Gaertn.
- Nestronia Rafinesque
- Notothixos Oliv.
- Okoubaka Pellegr. & Normand
- Omphacomeria (Endl.) A.DC.
- Osyridicarpos A.DC.
- Osyris L.
- Phacellaria Bentham
- Phoradendron Nutt.
- Pyrularia Michaux
- Quinchamalium Molina
- Rhoiacarpos A.DC.
- Santalum L.
- Scleropyrum Arn.
- Spirogardnera Stauffer
- Thesidium Sond.
- Thesium L.
- Viscum L.

Selon DELTA Angio (29 avr. 2010) :
- Acanthosyris
- Amphorogyne
- Antholobus
- Arjona
- Austroamericium
- Buckleya
- Cervantesia
- Choretrum
- Cladomyza
- Colpoon
- Comandra
- Daenikera
- Dendromyza
- Dendrotrophe
- Dufrenoya
- Elaphanthera
- Exocarpos
- Geocaulon
- Jodina
- Kunkeliella
- Leptomeria
- Mida
- Myoschilos
- Nanodea
- Nestronia
- Okoubaka
- Omphacomeria
- Osyridocarpos
- Osyris
- Phacellaria
- Pyrularia
- Quinchamalium
- Rhoiacarpos
- Santalum
- Scleropyrum
- Spirogardnera
- Thesidium
- Thesium

Selon ITIS (29 nov. 2017) :
- Antidaphne Poepp. & Endl.
- Arceuthobium M. Bieb.
- Buckleya Torr.
- Comandra Nutt.
- Dendrophthora Eichler
- Eubrachion Hook. f.
- Exocarpos Labill.
- Geocaulon Fernald
- Korthalsella Tiegh.
- Nestronia Raf.
- Phoradendron Nutt.
- Pyrularia Michx.
- Santalum L.
- Thesium L.
- Viscum L.